# La Polka des poisons
Pour les articles homonymes, voir Kill or Cure.
La Polka des poisons (titre alternatif : La Danse des poisons, titre original : Kill or Cure) est un film britannique de comédie réalisé par George Pollock et sorti en 1962.

## Synopsis
Un agent de police inepte est appelé à enquêter sur d'étranges allées et venues dans un club sportif.

## Distribution
- Terry-Thomas : Captain J. (Jeroboam) Barker-Rynde PI
- Eric Sykes : Rumbelow
- Dennis Price : Dr. Julian Crossley
- Lionel Jeffries : Det. Insp. Hook
- Moira Redmond : Frances Roitman, la secrétaire de Clifford
- Katya Douglas : Rita, la nurse de Green Glades
- David Lodge : Richards, le nurse
- Ronnie Barker : Burton, l'assistant de Hook
- Hazel Terry : Mrs. Rachel Crossley
- Derren Nesbitt : Roger Forrester
- Harry Locke : Higgins
- Arthur Howard : Johnson - Green Glades Desk Clerk
- Tristram Jellinek : Asst. Clerk
- Peter Butterworth : Green Glades Barman
- Patricia Hayes : Lily the Waitress
- Anna Russell : Mrs. Margaret Clifford
- Mandy : Horatio
- Sidney Vyvyan : Fred, Barker-Rynde's Assistant
- Julian Orchard : P.C. Lofthouse
- Junia : elle-même (non créditée)

## Lieux de tournage
Le film a été tourné principalement à Aldenham House, à Elstree, dans le Hertfordshire, au cours de l'été 1961. La plupart des séquences intérieures ont été tournées dans cette maison et les scènes extérieures ont été filmées dans le parc l'entourant et qui est un domaine locatif de chalets. Le tournage a continué en septembre à l'école Haberdashers' Aske's School for Boys.